# 家族姦係
家族姦係（かぞくかんけい）はサンデー社より発行される近親相姦をテーマとする日本のアダルト雑誌。

## 概要
1995年12月7日創刊。隔月刊でサイズはA5判、ページ数は248ページ。発行部数は公称5万部。
読者から投稿された多くの近親相姦の体験談で構成される。巻頭は熟女モデルによるグラビアになっている。